# Law & Order (20.ª temporada)
A vigésima temporada da série americana Law & Order está sendo exibida desde o dia 25 de setembro de 2009. Transmitida pelo canal NBC, a temporada deverá ter 20 episódios.

## Episódios
| #T | #S  | Título                      | Transmissão original | Notas |
| -- | --- | --------------------------- | -------------------- | --- |
| 1  | 434 | "Memo From the Dark Side"   | 25 de setembro, 2009 | Baseado nos escândalos relacionados à Prisão de Abu Ghraib, acusações de tortura do exército americano e os memorandos de tortura.          |
| 2  | 435 | "Just a Girl in the World"  | 2 de outubro, 2009   | Baseado no caso Kari Ferrell. |
| 3  | 436 | "Great Satan"               | 9 de outubro, 2009   | Baseado na tentativa de bomba no Centro Judaico de Riverdale em 2009.                                                                       |
| 4  | 437 | "Reality Bites"             | 16 de outubro, 2009  | Baseado nas controvérsias relacionando reality shows, principalmente Jon & Kate Plus 8.                                                     |
| 5  | 438 | "Dignity"                   | 23 de outubro, 2009  | Inspirado no assassinato do Dr. George Tiller.                                                                                              |
| 6  | 439 | "Human Flesh Search Engine" | 30 de outubro, 2009  | |
| 7  | 440 | "Boy Gone Astray"           | 6 de novembro, 2009  | |
| 8  | 441 | "Doped"                     | 6 de novembro, 2009  | |
| 9  | 442 | "For the Defense"           | 13 de novembro, 2009 | |
| 10 | 443 | "Shotgun"                   | 20 de novembro, 2009 | |
| 11 | 444 | "Fed"                       | 11 de dezembro, 2009 | - Baseado nas controvérsias relacionadas à ACORN e o caso das gravações em vídeo de 2009. - Participação de Benjamin Bratt como Rey Curtis. |
| 12 | 445 | "Blackmail"                 | 15 de janeiro, 2010  | Baseado na suposta tentativa de chantagem e extorsão de David Letterman.                                                                    |
| 13 | 446 | "Steel-Eyed Death"          | 1 de março, 2010     | |
| 18 | 451 | "Brazil"                    | 29 de março, 2010    | |

A denominação #T corresponde ao número do episódio na temporada e a #S corresponde ao número do episódio ao total na série

## Elenco

### Law
- Jeremy Sisto - Detetive Cyrus Lupo
- Anthony Anderson - Detetive Kevin Bernard
- S. Epatha Merkerson - Tenente Anita Van Buren

### Order
- Linus Roache - Michael Cutter
- Alana de la Garza - Connie Rubirosa
- Sam Waterston - Jack McCoy